# Huabei
Ne doit pas être confondu avec l'article Chine du Nord et du Sud, montrant les différences culturelles et les stéréotypes du nord et du sud (dans leur sens général) de la Chine.

Région de Huabei en république populaire de Chine

Le Huabei (Sinogramme simplifié : 华北 ; sinogramme traditionnel : 華北 ; Pinyin : Huáběi ; littéralement « Nord de la Chine ») est une région géographique de la république populaire de Chine. Le cœur de cette région est constitué de la plaine du Nord de la Chine.
Cette région est définie par le gouvernement chinois et englobe les municipalités de Pékin et Tianjin, les provinces du Hebei et du Shanxi, ainsi que la région autonome de Mongolie-Intérieure.

## Divisions administratives

### Provinces
| GB | ISO № | Province           | Nom chinois         | Capitale     | Population | Densité | Superficie | Abréviation/Symbole |
| -- | ----- | ------------------ | ------------------- | ------------ | ---------- | ------- | ---------- | ------------------- |
| HE | 13    | Province d'Hebei   | 河北省 Héběi Shěng  | Shijiazhuang | 71 854 202 | 382,81  | 187 700    | 冀 Jì               |
| SX | 14    | Province de Shanxi | 山西省 Shānxī Shěng | Taiyuan      | 35 712 111 | 228,48  | 156 300    | 晋 Jìn              |

### Municipalités
| GB | ISO № | Province                | Nom chinois        | Capitale | Population | Densité  | Superficie | Abréviation/Symbole |
| -- | ----- | ----------------------- | ------------------ | -------- | ---------- | -------- | ---------- | ------------------- |
| BJ | 11    | Municipalité de Beijing | 北京市 Běijīng Shì | Beijing  | 19 612 368 | 1 167,40 | 16 800     | 京 Jīng             |
| TJ | 12    | Municipalité de Tianjin | 天津市 Tiānjīn Shì | Tianjin  | 12 938 224 | 11 444,6 | 11 305     | 津 Jīn              |

### Région autonome
| GB | ISO № | Province            | Nom chinois                     | Capitale | Population | Densité | Superficie | Abréviation/Symbole          |
| -- | ----- | ------------------- | ------------------------------- | -------- | ---------- | ------- | ---------- | ---------------------------- |
| NM | 15    | Mongolie-Intérieure | 内蒙古自治區 Nèi Měnggǔ Zìzhìqū | Hohhot   | 24 706 321 | 20,88   | 1 183 000  | 蒙(內蒙古) Měng (Nèi Měnggǔ) |